# Elezione del Primo Presidente della Commissione di Difesa Nazionale in Corea del Nord del 2014
L'elezione della Commissione di Difesa Nazionale della Repubblica Popolare Democratica di Corea del 2014 avvenne il 9 aprile ad opera della XIII Assemblea Popolare Suprema. 
Kim Jong-un fu riconfermato Primo Presidente della Commissione di Difesa Nazionale. Come Vicepresidenti, furono eletti Ri Yong-mu, O Kuk-ryol, Choe Ryong-hae e Hwang Pyong-so.
Il 29 giugno 2016 la Commissione di Difesa Nazionale fu trasformata in "Commissione degli Affari di Stato" e fu istituita la nuova carica di "Presidente della Commissione degli Affari di Stato". Pak Pong-ju, Primo Ministro della Corea del Nord dal 1º aprile 2013, sostituì Ri Yong-mu e O Kuk-ryol come Vicepresidente.